# Tongai paʻanga
A paʻanga Tonga hivatalos pénzneme.
A paʻanga nem konvertibilis fizetőeszköz, aktuális árfolyama egy valutakosárhoz van kötve. A kosárban az ausztrál, az új-zélandi és az amerikai dollár, és a japán jen található. Az érméken és bankjegyeken a tongai uralkodó portréja látható fő motívumként.

## Érmék
2015-ben új érmesorozatot bocsátottak ki, melyek az Ausztrál Királyi Pénzverdében (Royal Australian Mint) készülnek, az 5, 10, 20 és 50 sentis érméken VI. Tupou király portréjával, az 1 paʻangáson pedig az új uralkodó elhunyt bátyja, a néhai V. Tupou György portréjával.

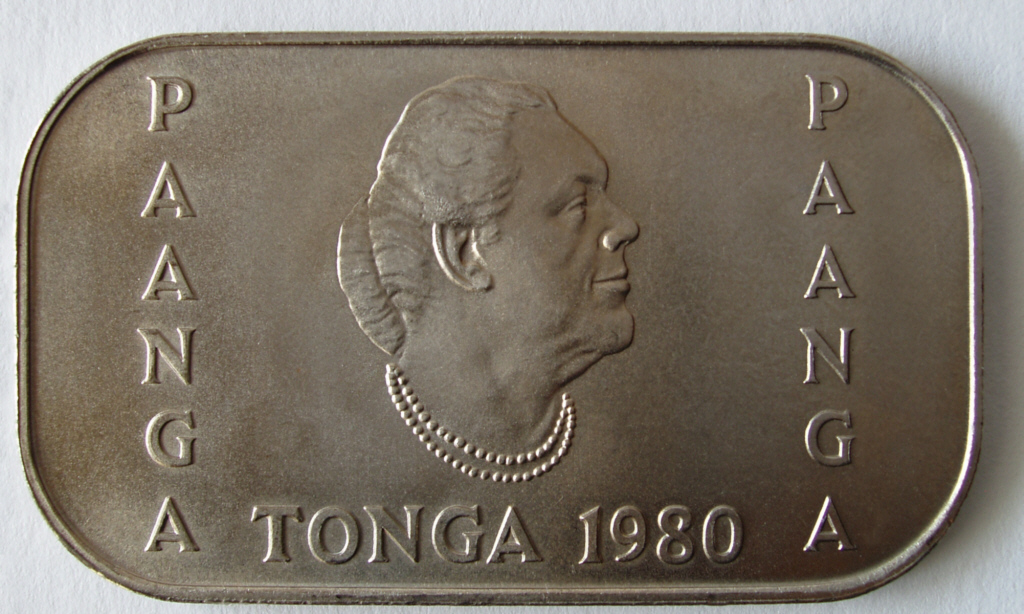
1 pa'angás emlékérme III. Tupou Salote tongai királynő (1918-1965) portréjával.
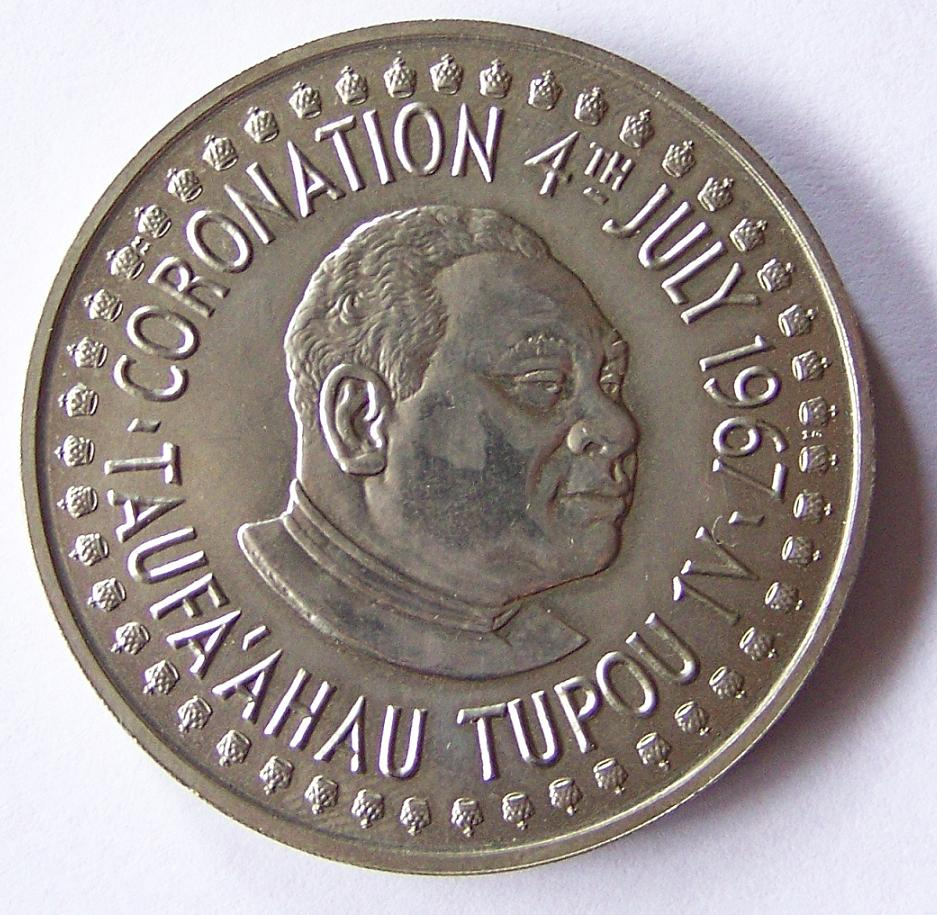
2 Paanga emlékérme IV. Tupou Taufaʻahau tongai király (1965-2006) portréjával, melyet 1967-es koronázása alkalmából bocsátottak ki.
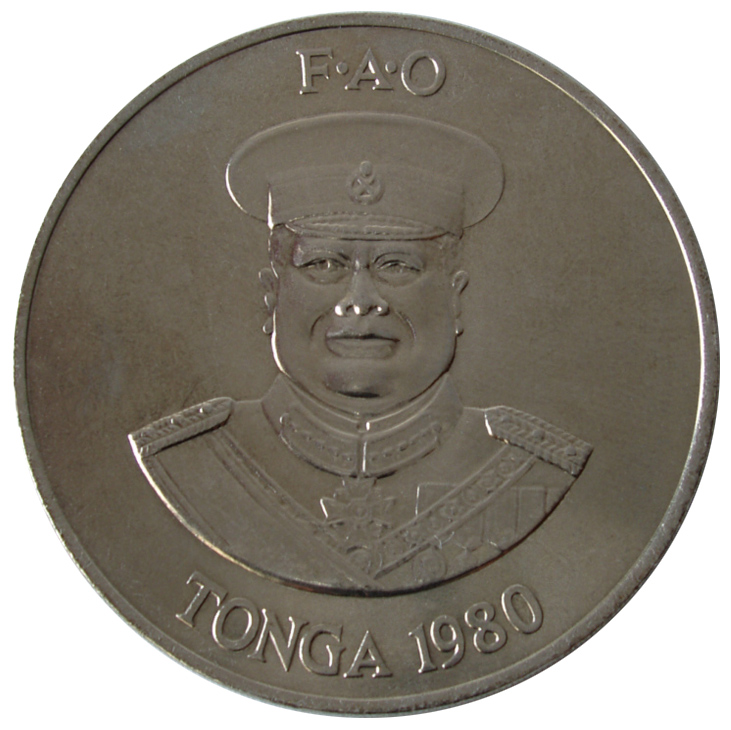
2 pa'angás emlékérme IV. Tupou Taufaʻahau tongai király (1965-2006) portréjával.

## Bankjegyek
2015. június 29-én új bankjegysorozatot bocsátottak ki, az új uralkodó, a 2012-ben trónra lépett VI. Tupou tongai király portréjával, 2, 5, 10, 20, 50 és 100 paʻangás címletekben, az új sorozatból hiányzik az 1 paʻangás címlet, mely a korábbi, V. Tupou György tongai királyt ábrázoló sorozatban még szerepelt.

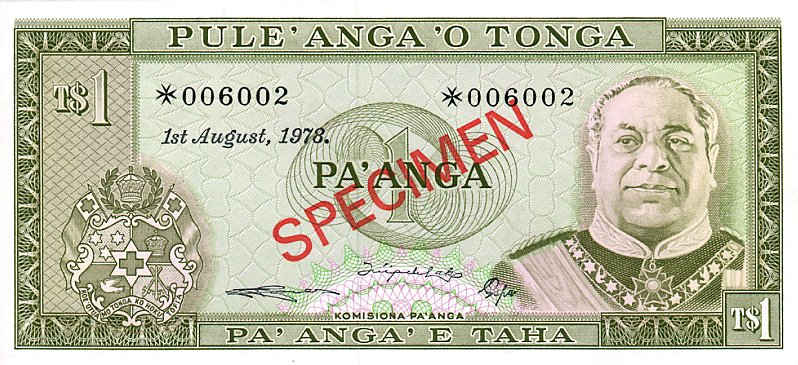
1 paʻangás címlet IV. Tupou Taufaʻahau tongai király portréjával.

### 2023-as sorozat
2023-ban új bankjegysorozatot bocsátottak ki.
| Névérték    | Méret       | Szín          | Leírás                  | Leírás                                 | Dátumok   | Dátumok           | Dátumok     | Dátumok |
| Névérték    | Méret       | Szín          | Előoldal                | Hátoldal                               | nyomtatás | kibocsátás        | visszavonás |         |
| ----------- | ----------- | ------------- | ----------------------- | -------------------------------------- | --------- | ----------------- | ----------- | ------- |
| 2 paʻanga   | 150 x 70 mm | világos vörös | VI. Tupou tongai király | bálna kiugrik a vízből                 | 2023      | 2023. december 4. | forgalomban |         |
| 5 paʻanga   | 150 x 70 mm | kék           | VI. Tupou tongai király | Ha’amonga ‘a Maui Trilithon            | 2023      | 2023. december 4. | forgalomban |         |
| 10 paʻanga  | 150 x 70 mm | kék           | VI. Tupou tongai király | Angelika Latufuipeka Tuku’aho hercegnő | 2023      | 2023. december 4. | forgalomban |         |
| 20 paʻanga  | 150 x 70 mm | barna         | VI. Tupou tongai király | a Központi Bank épülete                | 2023      | 2023. december 4. | forgalomban |         |
| 50 paʻanga  | 150 x 70 mm | zöldessárga   | VI. Tupou tongai király | tongai elnökség épülete                | 2023      | 2023. december 4. | forgalomban |         |
| 100 paʻanga | 150 x 70 mm | vörös         | VI. Tupou tongai király | királyi palota épülete                 | 2023      | 2023. december 4. | forgalomban |         |